# Eremocoris abietis

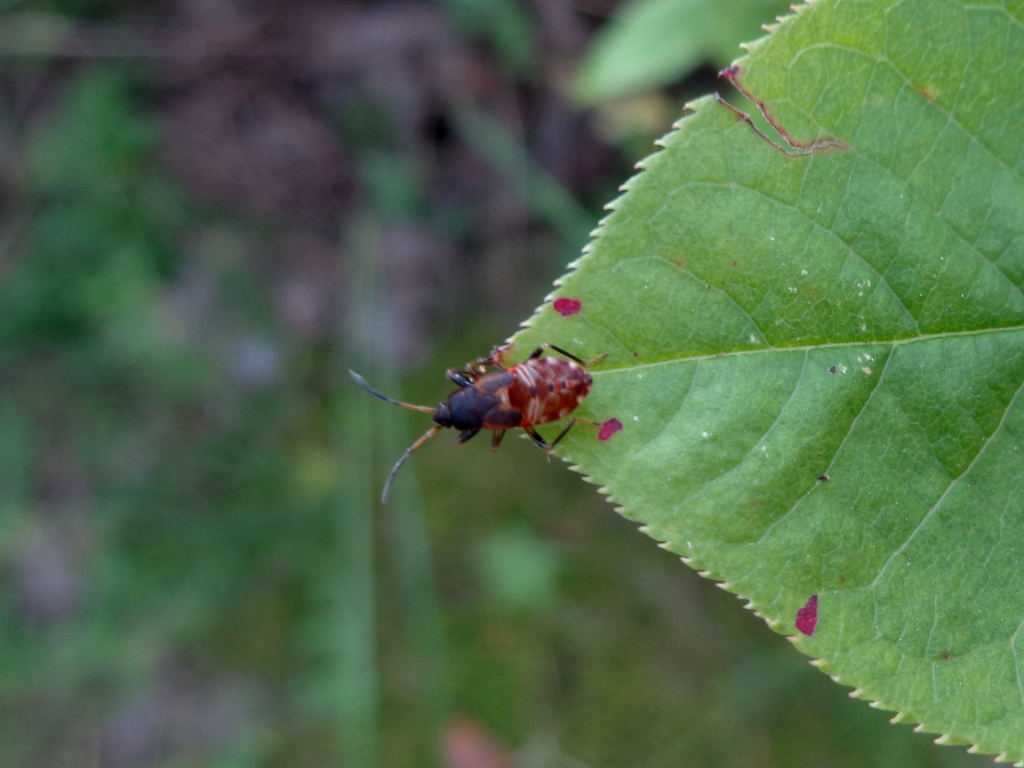
Nymphe

Eremocoris abietis ist eine Wanze aus der Familie der Rhyparochromidae.

## Merkmale
Die Wanzen werden 5,9 bis 7,2 Millimeter lang. Sie haben wie alle Arten der Gattung Eremocoris rötlich braune Vorderflügel, die auf der Membrane, angrenzend an den Cuneus ein Paar halbkreisförmiger weißer Flecken tragen. Eremocoris abietis trägt einen großen und mehrere kleine Dornen auf den Schenkeln (Femora) der Vorderbeine. Die Behaarung an den hinteren Schienen (Tibien) ist kürzer als die Schienen breit sind. Bei der ähnlichen Eremocoris fenestratus sind sie ungefähr gleich lang, wie breit. Meist sind die Flügel der Imagines verkürzt, nur selten findet man auch flugfähige, makroptere Tiere.

## Verbreitung und Lebensraum
Die Art ist in Europa vom hohen Norden bis in den Mittelmeerraum verbreitet. Im Osten reicht das Verbreitungsgebiet bis nach Sibirien und Teile Zentralasiens. Die Art ist insbesondere in Skandinavien häufig, kommt aber auch in Mitteleuropa überall vor. Man findet sie auch in den höheren Lagen der Mittelgebirge und in den Alpen bis 1000 bis 1300 Meter Seehöhe, vereinzelt auch über 2000 Meter. Die Art besiedelt trockene Wälder und deren Ränder, bevorzugt auf sandigen Böden.

## Lebensweise
Die Tiere leben vor allem in locker gewachsenen Nadelholzbeständen mit Kiefern (Pinus), Lärchen (Larix) und Wacholder (Juniperus), man findet sie aber auch in der sauren Bodenstreu unter Heidelbeeren (Vaccinium), Besenheide (Calluna vulgaris), Krähenbeeren (Empetrum) und ähnlichen Zwergsträuchern. Häufig findet man die Wanzen dort, wo auch Waldameisen (Formica), seltener Rossameisen (Camponotus) leben. Man kann sogar Nymphen und Imagines in den Ameisennestern finden, wo sie toleriert werden und sich wahrscheinlich teilweise räuberisch auch von eingetragener Beute und der Ameisenbrut ernähren. Für die Entwicklung der Wanzen sind Ameisen aber nicht obligatorisch. Man kann sie häufig auch am Boden an Zapfen von Nadelhölzern finden, wo sie an deren Samen saugen. Die Imagines überwintern unter loser Rinde und besonders in trockener Nadelstreu, oder in Ameisenhügeln. In letzteren findet man gelegentlich auch überwinternde Nymphen. Pro Jahr tritt normalerweise eine Generation auf, wobei die adulten der neuen Generation ab etwa August auftreten. Die Entwicklung in Ameisennestern verläuft offenbar azyklisch, sodass es hier mehr als eine Generation pro Jahr geben kann.

## Belege